# Fortuna (sázková kancelář)
FORTUNA GAME a.s. je českým provozovatelem kurzového sázení. Společnost byla založena v roce 1990 v Praze. 

## Historie

### 1990–2005
Sázkovou kancelář Fortuna založila v roce 1990 čtveřice Petr Bouma, Jiří Balcar, Josef Kurka a Michal Horáček. Bouma, Kůrka i Balcar působili před státním převratem v roce 1989 jako ilegální bookmakeři v dostihovém areálu v Praze-Velké Chuchli. Michal Horáček se ilegálním zprostředkováváním dostihových sázek podle svých slov živil a působil v tomto oboru od roku 1968 do roku 1990. První pobočka sázkové kanceláře Fortuna byla otevřena v Praze v pasáži Lucerna. Prvního května 1990 došlo k legalizaci kursových sázek v tehdejším Československu. Za necelý rok byla založena sázková kancelář Terno, sesterská společnost Fortuny. Mezi první majitele Terna patřili kromě Fortuny také Igor Nosek a Richard Müller.
V roce 1995 došlo k přechodu na elektronickou komunikaci prostřednictvím modemů mezi kamennými pobočkami a centrálou v čele s oddělením bookmakingu (přijímání sázek).

### Od 2005
Po deseti dalších letech změnila Fortuna svého majitele. Koupila ji investiční skupina Penta za 2, 4 miliardy Kč, která se stala novým vlastníkem jak české Fortuny, tak slovenského Terna. Terno bylo přejmenováno na Fortunu. Následovala expanze na polský trh a nákup sázkové kanceláře Profesionał. Také polskou firmu, která byla na trhu deset let, čekalo přejmenování na Fortuna.

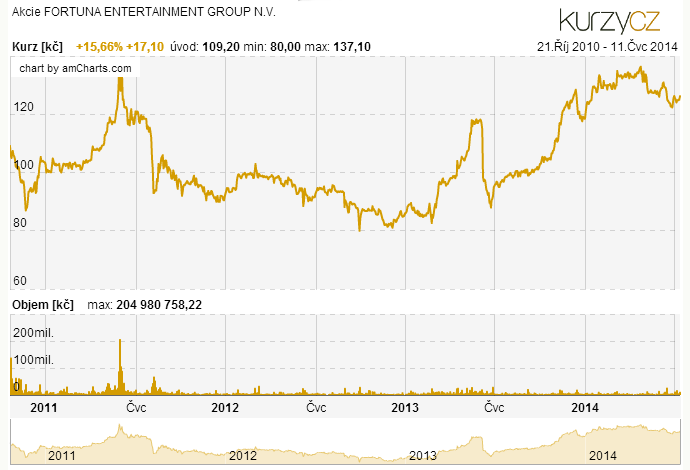
Akcie FORTUNA, graf ceny na Burze Praha

V roce 2007 začala Fortuna zprostředkovávat sázení prostřednictví služby TELEKONTO, na Slovensku bylo povoleno dokonce uzavírat sázky přes internet. V Česku bylo internetové sázení legalicováno k lednu 2009. Ve stejném roce vznikla zároveň zastřešující společnost Fortuna Entertainment Group s podíly na polském, maďarském, slovenském a také chorvatském trhu.
Novým produktem v roce 2009 se staly sázky Live, to jest uzavírání sázek v průběhu rozehraného utkání. V říjnu 2010 pak Fortuna vstoupila na burzu, obchodování s akciemi Fortuny je možné na burzách v Praze a Varšavě. O necelý rok později spustila Fortuna prodej stíracích losů a rozšířila své pole působnosti také na trh číselných loterií, kam vstoupila 18. července s produktem Loto.

### Nový zákon o hazardních hrách (2016)
Na jaře 2016 byl v Parlamentu České republiky schvalován nový zákon o hazardních hrách. Společnosti Fortuna, Tipsport a Sazka společně lobovaly skrze Asociaci provozovatelů kursového sázení za snížení nové daňové sazby pro hazardní hry. Hlavním lobbistou byl Marek Herman. Místo původně vládou navrhovaných sazeb 35 procent pro technické hry (nejčastěji automaty), 30 procent pro živé hry, loterie a binga a 25 procent pro kurzové sázky a tomboly schválili poslanci sazbu 35 procent pro technické hry a na všechny ostatní druhy hazardu 23 procent. Tehdejší ministr financí Andrej Babiš to označil za úspěch hazardní lobby.
Nový zákon vstoupil v platnost 1. ledna 2017 a Fortuna byla jednou z prvních společností, která získala licenci potřebnou k provozování hazardních her na území České republiky. V roce 2017 Fortuna vstoupila i na trh s online kasiny.
Úřad pro ochranu hospodářské soutěže provedl na jaře 2019 razii v sídle Fortuny a společnosti Tipsport kvůli podezření z kartelové dohody. Společnost Fortuna kvůli postupu úřadu podala žalobu ke Krajskému soudu v Brně kvůli údajnému nedostatečnému množství důkazů. Krajský soud v Brně dal Fortuně na podzim roku 2019 za pravdu. Úřad pro ochranu hospodářské soutěže se proti rozsudku odvolal k Nejvyššímu správnímu soudu a ten rozsudek brněnského krajského soudu v lednu 2022 zrušil.

## Služby mimo kurzové sázení
Fortuna Vegas se zaměřuje na tzv. technické hry (kde spolu hráči neinteragují), tedy primárně hrací automaty, které mají zákonná omezení na výši sázek, výher, a mimo jiné i na čas strávený u hry. Fortuna Casino má licenci i k provozování tzv. živých her, které ze zákona nemají omezení jako technické hry. Živé hry oproti technickým hrám vyžadují zejména online interakci mezi hráči.
Fortuna také provozuje servis Fortuna TV, který registrovaným uživatelům zdarma nabízí sledování vybraných sportovních přenosů. 

## Sponzorství
Fortuna je nebo byla rovněž sponzorem sportovních odvětví, eventů a klubů:
- fotbal: Legia Warszawa[9], Sparta Praha, FC Baník Ostrava, Bohemians 1905, FC Slovan Liberec, Zbrojovka Brno, SK Slavia Praha, Fortuna Víkend šampionů,
- florbal: Fortuna Extraliga (sezóny 2005/06 až 2011/12)[10]
- hokej: HC Sparta Praha, HC Dynamo Pardubice
- atletika: TNT - Fortuna Meeting, Pražská tyčka
- Dostihové závodiště Chuchle